# Mariano Moré
Mariano Moré Cors (Gijón, 7 de mayo de 1899 - julio de 1974) fue un pintor asturiano.
Era el séptimo hijo de una familia adinerada pues tenían dos empresas de litografía, una en Gijón y otra en La Habana. En esta empresa trabajaban Evaristo Valle y Nemesio Martínez Cuesta.
Comienza a interesarse por la pintura empezando a estudiar con el pintor gijonés Nemesio Lavilla. Se traslada a Madrid y comienza a estudiar con Cecilio Plá. Hizo el servicio militar en Marruecos, cubriendo la guerra de África como corresponsal para el diario gijonés La Prensa. Tras el servicio militar retornó a Gijón, exponiendo en el Ateneo Obrero.
En 1960 se le nombra profesor en la Escuela de Artes y Oficios de Madrid.
Su obra se basa en los paisajes. An un inicio, mientras vivía en Madrid, pintaba paisajes de Castilla, si bien casi toda su obra se dedicaba a los paisajes, la vida y las mujeres y hombres de su querida Asturias.
Moré está considerado como uno de los grandes pintores gijoneses, junto con Evaristo Valle y Nicanor Piñole. Sobre todo la década de los años treinta, cuarenta y cincuenta del siglo XX, donde se comprometió con las causas sociales de la época.
Entre el 30 de junio y el 22 de octubre de 2017, el museo Nicanor Piñole, alberga una muestra de Moré, titulada "Mariano Moré en el Museo Piñole. La familia del artista como pretexto". La exposición, corresponde a los años treinta y cuarenta del siglo XX, y pertenecen a las colecciones particulares de la familia de Moré y del Banco Sabadell Herrero. Juan Carlos Aparicio Vega, es el autor de "El pintor Mariano Moré (1899-1974)", un libro editado por la Fundación Alvargonzález, que es el avance de la futura catalogación sistemática de Moré.

## Curiosidades

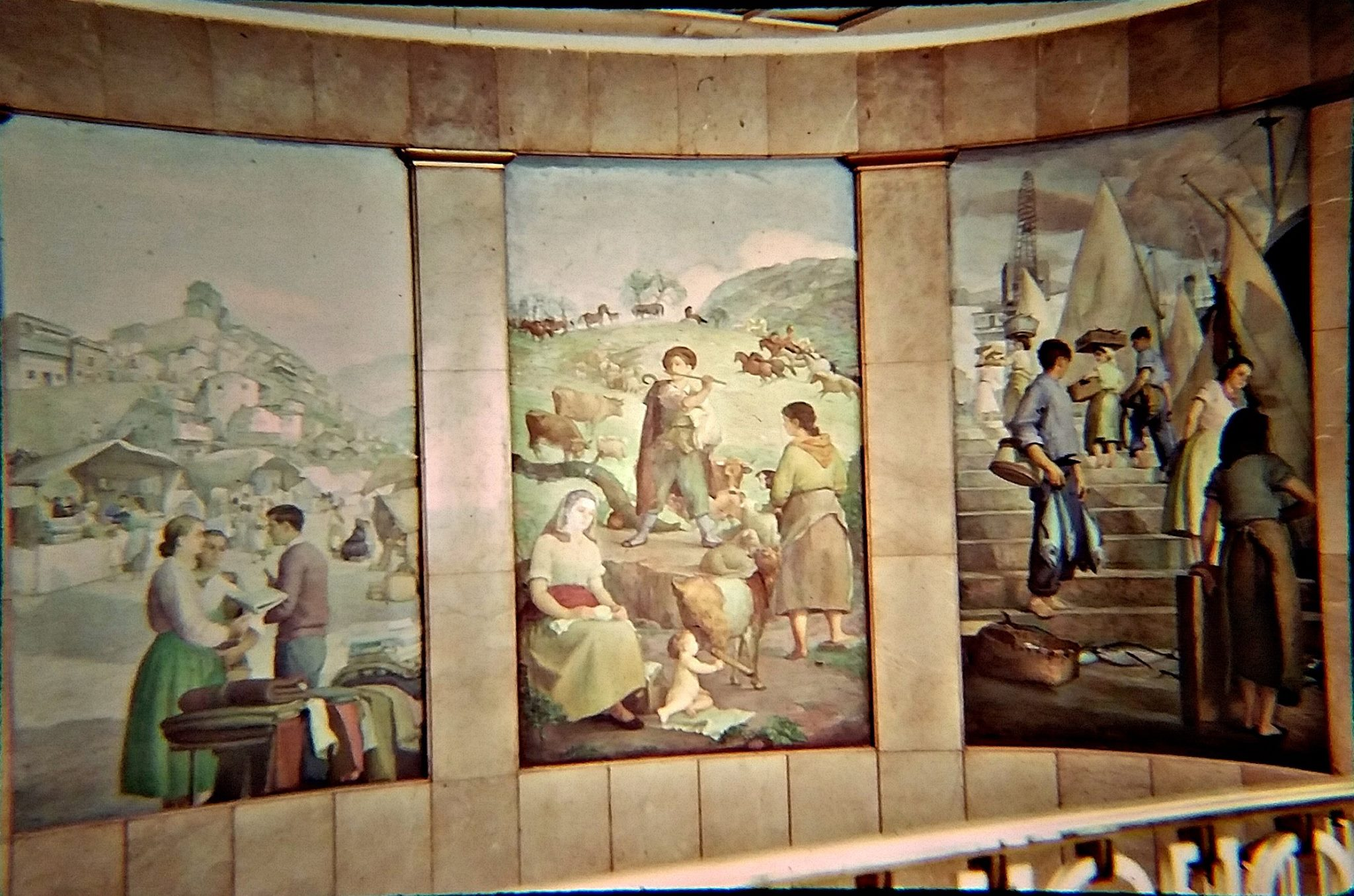
Mural del banco Banesto de Gijón

- Hay una calle en Gijón llamada "Pintor Mariano Moré" en el barrio de El Centro, entre el Solarón y la playa de Poniente.

- Uno de sus murales conformado por cinco escenas costumbristas cubre la pared de la antigua sede de Banesto (hoy Mango) en la calle Corrida, 28 de Gijón.

## Premios
- Medalla de la Exposición Nacional en 1945 con el cuadro «costa asturiana».
- Segundo puesto en la Exposición Nacional en 1948 con el cuadro «puerto de Lastres».